# Segona campanya de Borgnis-Desbordes
La segona campanya de Borgnis-Desbordes al territori de l'Alt Senegal es va desenvolupar del 1881 al 1882.
La segona campanya del tinent coronel Borgnis-Desbordes es va iniciar a finals de l'any 1881 amb la missió aquesta vegada de fundar una posició militar a Badumbé, entre Bafoulabé i Kita, a més d'avituallar els forts de Bafoulabé i Kita; disposava de 220 tiradors, deu spahis, 2 peces d'artilleria, 360 mules i 720 ases. Com l'altra vegada l'acompanyava una missió topogràfica manada pels capitans Henri i Delanneau. Van sortir de Saint Louis a mitjan octubre de 1881; pel camí va fer arrasar els llogarets de Mahina i Kalé i va imposar el protectorat al cacicat de Gangaran. Va arribar a Badumbé l'1 de gener de 1882 on es van iniciar els treballs del fort; va arribar a Kita el 9 de gener on va saber dels èxits recents de Samori Turé. La població de Kéniera al Ouassoulou, havia demanat ajut al francesos de Kita (capità Monségur) davant l'amenaça de Samori i el capità va enviar al sotstinent indígena Alakamessa a Dabala (on estava aleshores Samori) per demanar que no ataqués Kéniera; com a resposta Samori va empresonar a Alakamessa i poc després (novembre de 1881) va atacar la població que no va poder conquerir, però en va establir el setge. El país de Kangaba (de població manding) se li va sotmetre.
Borgnis-Desbordes va decidir ajudar a Kéniera (11 de febrer de 1882) que estava a 600 km; va creuar el país de Birgo i el país manding, passant per Mourgoula, Niagassola, Niafadié, i arribant al Níger a Falama el dia 25; va travessar el riu en part en piragües i la resta per un gué i a l'altre costat va trobar uns 400 o 500 guerrers del Kourbaridougou que se li van unir; van recórrer amb rapidesa els 40 km que faltaven fins a Kéniera, però van arribar quan ja feia tres dies que s'havia rendit. Samori es va avançar davant els francesos però els seus soldats (uns 4000) es van desbandar quan els francesos van disparar el canó, que mai s'havia vist en aquelles contrades i foren perseguits pels francesos fins als murs de Kéniera. Allí la vila havia estat destruïda i 200 resistents havien estat executats i els seus cadàvers cremats. Borgnis-Desbordes, amb la seva gent exhausta, curt de queviures i municions, va decidir retornar. En la tornada Samori els va assetjar constantment i els va atacar en petites escaramusses fins a arribar a la vora de Kita. Llavors Samori va anar a assetjar Courba, al sud-est de Kéniera, que va ocupar; va entrar en país manding i es va establir a Kangaba, va conquerir el Bouré i el Bidiga i va impedir l'accés francès a questes regions 
Mentre la missió topogràfica havia estudiat el camí de Kita al Baoulé per Koundou i el de Kita a Kéniera.